# Pseuderanthemum congestum
Pseuderanthemum congestum är en akantusväxtart som först beskrevs av Spencer Le Marchant Moore, och fick sitt nu gällande namn av Wassh.. Pseuderanthemum congestum ingår i släktet Pseuderanthemum och familjen akantusväxter. Inga underarter finns listade i Catalogue of Life.